# Starless
"Starless" is een nummer van de Britse progressieve rockband King Crimson. Het nummer werd uitgebracht als de vijfde en laatste track van hun album Red uit 1974.

## Achtergrond
De akkoorden en melodie van "Starless" zijn geschreven door zanger en basgitarist John Wetton. Het was oorspronkelijk bedoeld als titeltrack voor Starless and Bible Black, het vorige album van de groep. Gitarist Robert Fripp en drummer Bill Bruford vonden het nummer aanvankelijk niet goed genoeg om opgenomen te worden voor dat album. In plaats daarvan werd een instrumentale improvisatie gebruikt als titelnummer van dat album. "Starless" werd later nieuw leven ingeblazen. De tekst werd aangepast en er werd een lang, instrumentaal deel aan toegevoegd, gebaseerd op een riff op de basgitaar van Bruford. Tussen maart en juni 1974 werd het live gespeeld. Voor de opnamesessies van Red werd de tekst opnieuw aangepast, met hulp van Richard Palmer-James. De introductie, die oorspronkelijk werd ingespeeld door violist en toetsenist David Cross, werd vervangen door een gitaarintro, waarin Fripp een aantal kleine aanpassingen maakte. Aangezien de titel "Starless and Bible Black" al was gebruikt, werd de titel van dit nummer ingekort naar "Starless".

## Inhoud
"Starless" is met een lengte van 12 minuten en 15 seconden de langste track op het album Red. Het begint met geluiden uit de mellotron, de elektrische gitaar en de saxofoon. Hierna volgen een aantal coupletten en refreinen.
Het middelstuk van het nummer is geschreven in een 13/4 maat. Dit stuk begint met de basgitaar van Wetton. Hierna is de percussie van Bruford te horen, die in eerste instantie bestaat uit woodblocks en bekkens; uiteindelijk wordt het gehele drumstel gebruikt. De gitaar van Fripp herhaalt alsmaar een enkele noot op twee snaren, waarbij de toonhoogte alsmaar hoger wordt. Ondertussen wordt het drumgeluid van Bruford steeds chaotischer en complexer.
Het laatste deel van het nummer begint met een abrupte overgang naar een snelle saxofoonsolo, inclusief distortion van de gitaar en basgitaar. Het tempo wordt verdubbeld naar een 13/8 maat. De baslijn uit het middelstuk wordt in een aantal variaties herhaald. De gitaar van Fripp is in verschillende lagen te horen. Vervolgens speelt de saxofoon de zanglijn na, voordat de laatste sectie wordt herhaald met nog meer overdubs van Fripp. Het nummer eindigt met een herhaling van de openingsmelodie, gespeeld op de saxofoon in plaats van de gitaar.
Alhoewel de regel "Starless and bible black" dient als zowel het refrein van "Starless" als de titel van een instrumentaal nummer op het album Starless and Bible Black, zijn er weinig overeenkomsten te vinden tussen deze twee nummers.

## NPO Radio 2 Top 2000
| Nummer met noteringen in de NPO Radio 2 Top 2000 | '00 | '01-'13 | '14  | '15  |
| ------------------------------------------------ | --- | ------- | ---- | ---- |
| Starless                                         | 689 | -       | 1975 | 1537 |

1. ↑  Een '-' betekent dat het nummer niet was genoteerd en een vetgedrukt getal geeft de hoogste notering aan.
2. ↑  2000 was het eerste jaar met een notering voor dit nummer.
3. ↑  Deze tabel is bijgewerkt tot en met de laatste editie (2024).